# لويس ريكاردو ناسيمنتو
لويس ريكاردو ناسيمنتو مواليد 24 سبتمبر 1981، هو لاعب كرة يد برازيلي يلعب كحارس مرمى. مثل منتخب البرازيل لكرة اليد.

## سجل المنافسة
شارك في البطولات التالية:
- بطولة العالم لكرة اليد للرجال 2015